# Tauschia sandwithiana
Tauschia sandwithiana är en flockblommig växtart som beskrevs av Mildred Esther Mathias och Lincoln Constance. Tauschia sandwithiana ingår i släktet Tauschia och familjen flockblommiga växter. Inga underarter finns listade i Catalogue of Life.